# International Game Technology plc
Ne doit pas être confondu avec International Game Technology.
International Game Technology PLC, anciennement GTech et Lottomatica (Borsa Italiana : LTO), est une entreprise multinationale de loterie et de technologies liées aux jeux, dont le siège se trouve à Rome, viale del Campo Boario 56/D. IGT est l’un des principaux fournisseurs mondiaux de machines à sous, de jeux de table électroniques et de plateformes logicielles pour casinos en ligne, avec une forte présence sur les marchés européens.

## Histoire
Elle est née le 6 décembre 1990 à la suite d'un montage financier entre la BNL (groupe BNP Paribas), Sogei, Olivetti, Alenia, Mael, la Federazione italiana tabaccai et CNI.
Détenant une part de marché au niveau mondial de 60 % dans le domaine de la loterie, le groupe a réalisé en 2006 l'acquisition de l'Américain GTech spécialisé dans le gaming pour 4 milliards d'euros, ce qui a eu pour effet d'augmenter de façon conséquente l'endettement du groupe et de la maison mère, De Agostini qui détient 51 % du capital. À la suite de cette acquisition Lottomatica a pris le nom de GTech.
En juillet 2014, Gtech acquiert l'entreprise américaine IGT, spécialisée dans les machines de jeux de hasard, pour 6,4 milliards de dollars. L'entité qui regroupera les deux entreprises sera basée à Londres et sera coté sur le NYSE.
Le 7 avril 2015, Gtech fusionne avec IGT et la nouvelle structure est baptisée International Game Technology plc.
En 2024 et 2025, International Game Technology a signé plusieurs accords majeurs dans le secteur des loteries. L'entreprise a conclu un contrat de sept ans avec la Colorado Lottery ainsi qu'un contrat de dix ans avec la Loterie nationale du Luxembourg.  En juin 2025, IGT et Atlantic Lottery ont signé un accord de huit ans portant sur l’implémentation du système basé sur le cloud IntelligenEVO, destiné à la gestion des jeux de loterie.
En juillet 2025, la vente du segment Gaming & Digital d’IGT a été finalisée. À la suite de cette opération, la société a redistribué 1,1 milliard de dollars à ses actionnaires et a changé de nom pour devenir Brightstar Lottery. Depuis le 2 juillet 2025, la société est cotée à la Bourse de New York sous le nouveau symbole BRSL.